# KF Kosova Vushtrri
KF Kosova Vushtrri (albanisch Klubi Futbollistik Vushtrria) ist ein Fußballverein mit Sitz in Vushtrria, Kosovo. Er spielt aktuell in der Liga e Parë. 

## Geschichte

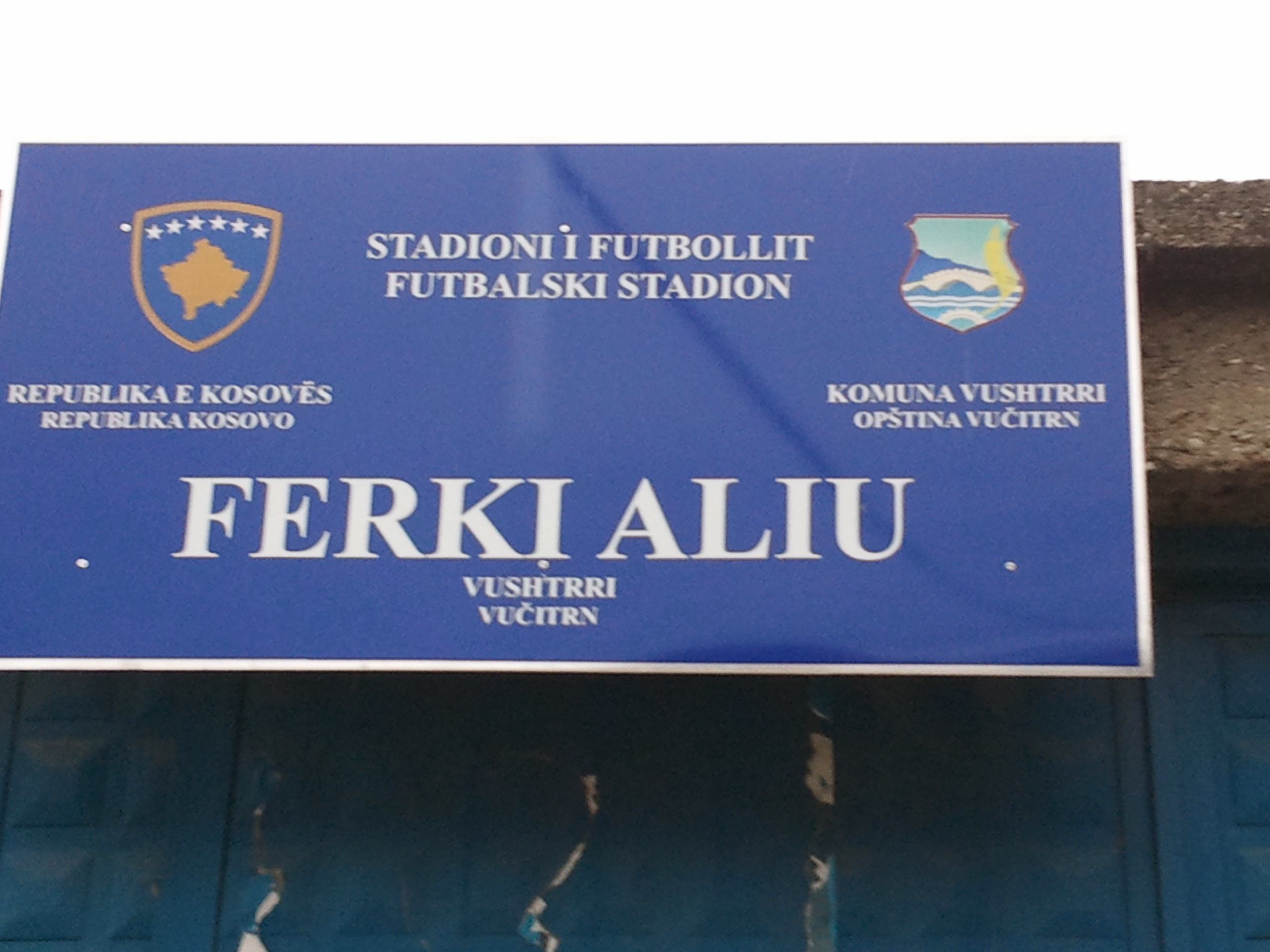
Eingangsschild zum Stadion

Der KF Kosova Vushtrri wurde 1922 gegründet, hatte zu dieser Zeit jedoch sehr wenige Spiele bestritten. Da der kosovarische Fußballverband zu dieser Zeit noch nicht gegründet war, konnte der Verein nur Freundschaftsspiele absolvieren. Nach dem Zweiten Weltkrieg wurde der Verein neu strukturiert und im Fußballverband des Kosovo aufgenommen. Nach regelmäßigem auf- und absteigen stieg KF Kosova in der Saison 2005/06 wieder in die Raiffeisen Superliga auf. Zur Saison 2010/11 wechselte KF Kosova wieder in die Liga e Parë um 2012 als Zweiter wieder aufzusteigen.
2014 gewann Vushtrri zum ersten Mal die kosovarische Meisterschaft.
In der Saison 2019/20 stieg man in die zweite kosovarische Liga ab.

## Fanclub
„Forca“ (deutsch Stärke) ist der offizielle Fanclub des Vereins. Die Fangemeinde unterstützt nicht nur den Fußballverein, sondern auch weitere Sportvereine wie das Basketballteam oder das Handballteam der Stadt.

## Bekannte Spieler
- Armend Dallku (1997–2002)
- Milot Rashica (2013–2015)